# جيش الطريق الثامن الصيني
جيش الطريق الثامن (الصينية المبسطة: 八路军 ؛ الصينية التقليدية: 八路軍 ؛ بينيين: بالي جين)، المعروف رسميًا باسم جيش المجموعة الثامن عشر التابع للجيش الثوري الوطني لجمهورية الصين، هي مجموعة عسكرية بقيادة الحزب الشيوعي الصيني، أما إسميا فكان ضمن هيكل الجيش الصيني برئاسة الحزب القومي الصيني خلال الحرب الصينية اليابانية الثانية.
نشأ جيش الطريق الثامن في 22 سبتمبر 1937 من الجيش الأحمر الصيني، عندما شكل الشيوعيون الصينيون والقوميون الصينيون الجبهة المتحدة الثانية ضد اليابان عند اندلاع الحرب الصينية اليابانية الثانية. شكل جيش الطريق الثامن جنبًا إلى جنب مع الجيش الرابع الجديد القوة القتالية الشيوعية الرئيسية خلال الحرب وكان بقيادة زعيم الحزب الشيوعي ماو تسي تونغ والجنرال تشو دي. على الرغم من تسمية الوطنيين له رسميًا بالجيش الثامن عشر، فقد أشار الشيوعيون الصينيون والجيش الياباني إليه باسم جيش الطريق الثامن. ارتدى جيش الطريق الثامن الزي القومي ورفع علم جمهورية الصين وشن حرب عصابات في الغالب ضد القوات اليابانية المتعاونة، وحارب في وقت لاحق من الحرب ضد القوات القومية الأخرى. تغير اسم الوحدة إلى جيش التحرير الشعبي في عام 1947 بعد نهاية الحرب العالمية الثانية حين استأنف الشيوعيون والقوميون الصينيون الحرب الأهلية الصينية.
يتألف جيش الطريق الثامن من ثلاثة أقسام (القسم 115 بقيادة لين بياو ، والقسم 120 بقيادة هي لونغ، والقسم 129 بقيادة ليو بوشنغ). خلال الحرب العالمية الثانية عمل جيش الطريق الثامن في الغالب في شمال الصين متسللًا خلف الخطوط اليابانية لإنشاء قواعد لحرب العصابات في المناطق الريفية والنائية. كانت الوحدات الرئيسية لجيش الطريق الثامن مدعومة بميليشيات محلية منظمة من الفلاحين.
كانت مكاتب الاتصال التابعة للحزب الشيوعي في المدن الخاضعة للسيطرة القومية مثل تشونغتشينغ ، قويلين وديهوا (أورومكي) تسمى مكاتب جيش الطريق الثامن. انضم الكوريون العرقيون الذين قاتلوا في جيش الطريق الثامن لاحقًا إلى الجيش الشعبي الكوري. توفي نورمان بيثون الطبيب والشيوعي الكندي أثناء عمله كمسعف في جيش الطريق الثامن.